# Банахова алгебра
Ба́наховой алгеброй над комплексным или действительным полем называется ассоциативная алгебра, являющаяся при этом банаховым пространством. При этом умножение в ней должно быть согласовано с нормой: 
{\displaystyle \forall x,y\in A,\|x\,y\|\ \leq \|x\|\,\|y\|}.
Это свойство требуется для непрерывности операции умножения относительно нормы.
Банахова алгебра называется унитальной или банаховой алгеброй с единицей, если она обладает единицей (то есть таким элементом {\displaystyle \mathbf {1} }, что для всех {\displaystyle x\in A} справедливо {\displaystyle x\mathbf {1} =\mathbf {1} x=x}). При этом обычно требуют, чтобы норма единицы была равна 1. Если единица существует, то она единственна. Всякую банахову алгебру {\displaystyle A} можно изометрически вложить в соответствующую ей унитальную банахову алгебру {\displaystyle A_{e}} в качестве замкнутого двустороннего идеала.
Банахова алгебра называется коммутативной, если операция умножения в ней коммутативна.

## Примеры
- Поля комплексных чисел или действительных чисел — {\displaystyle \mathbb {C} } и {\displaystyle \mathbb {R} } относительно стандартных операций сложения и умножения. Это унитальные коммутативные алгебры.
- Алгебры комплексных или действительных матриц относительно матричного умножения и субмультипликативной матричной нормы.
- Алгебра кватернионов является действительной алгеброй с нормой — модулем.
- {\displaystyle C(\Omega )} — алгебра непрерывных функций на компакте относительно поточечного умножения относительно sup-нормы. Более общий пример — {\displaystyle C_{0}(\Omega )} — пространство исчезающих на бесконечности комплекснозначных функций, где {\displaystyle \Omega } — локально компактное пространство.
- Алгебра ограниченных операторов, действующих в банаховом пространстве, относительно операторной нормы и композиции в качестве умножения. Множество компактных операторов относительно тех же операций является замкнутым идеалом в этой алгебре.
- Если {\displaystyle G} — локально компактная хаусдорфова топологическая группа с мерой Хаара {\displaystyle \mu }, то банахово пространство {\displaystyle L_{1}(G)} интегрируемых относительно меры {\displaystyle \mu } комплекснозначных функций на {\displaystyle G} является банаховой алгеброй относительно умножения-свёртки, определяемой по формуле

{\displaystyle (xy)(g)=\int _{G}x(h)y(h^{-1}g)\,\mathrm {d} \mu (h),\;g\in G}.
- {\displaystyle L_{1}(\mathbb {R} )} — алгебра суммируемых на прямой функций со сверткой в качестве умножения. Это частный случай предыдущего примера.
- C*-алгебра — алгебра с *-инволюцией, согласованной с нормой: {\displaystyle \forall a\ ||a^{*}a||=||a||^{2}}

## Свойства
Некоторые элементарные функции можно при помощи степенных рядов определить для элементов банаховой алгебры. В частности, можно определить экспоненту элемента банаховой алгебры, тригонометрические функции, и, в общем случае, любую целую функцию. Для элементов банаховой алгебры остаётся справедливой формула суммы бесконечно убывающей геометрической прогрессии (ряд Неймана).
Множество обратимых элементов {\displaystyle \mathrm {Inv} (A)} алгебры {\displaystyle A} является открытым множеством. При этом отображение {\displaystyle \mathrm {Inv} }, сопоставляющее каждому обратимому элементу обратный, является гомеоморфизмом. Таким образом, {\displaystyle \mathrm {Inv} (A)} — топологическая группа.
В унитальной алгебре единица не может быть коммутатором: {\displaystyle xy-yx\neq \mathbf {1} }  для любых x, y ∈ A. Отсюда следует, что {\displaystyle \lambda \mathbf {1} ,\ \lambda \neq 0} также не является коммутатором.
Справедлива теорема Гельфанда-Мазура: каждая унитальная комплексная банахова алгебра, в которой все ненулевые элементы обратимы, изоморфна {\displaystyle \mathbb {C} }.

## Спектральная теория
В унитальных банаховых алгебрах вводится понятие спектра, которое расширяет понятие спектра оператора на более общий класс объектов.
Элемент {\displaystyle a\in A} алгебры {\displaystyle A} называется обратимым, если найдется такой элемент {\displaystyle a^{-1}\in A}, что 
{\displaystyle aa^{-1}=a^{-1}a=\mathbf {1} }. Спектром {\displaystyle \sigma (a)} элемента {\displaystyle a} называется множество таких {\displaystyle \lambda \in \mathbb {C} ,} что элемент {\displaystyle a-\lambda \mathbf {1} } необратим. Спектр всякого элемента унитальной комплексной банаховой алгебры — непустой компакт. С другой стороны, для любого компакта {\displaystyle K\subset \mathbb {C} } спектр элемента {\displaystyle w} из алгебры {\displaystyle C(K)}, определяемого по формуле {\displaystyle w(z)=z}, совпадает с {\displaystyle K}, поэтому других ограничений на спектр элемента в произвольной банаховой алгебре нет.
Спектральным радиусом {\displaystyle \mathrm {r} (x)} элемента {\displaystyle x\in A} называется величина 
{\displaystyle \mathrm {r} (x)=\sup\{|\lambda |:\lambda \in \sigma (x)\}}.
Справедлива формула Бёрлинга-Гельфанда для спектрального радиуса:
{\displaystyle \mathrm {r} (x)=\lim _{n\to \infty }\|x^{n}\|^{1/n}.}
Резольвентным множеством элемента {\displaystyle a\in A} называется множество {\displaystyle \rho (a)=\mathbb {C} \setminus \sigma (a)}. Резольвентное множество элемента банаховой алгебры всегда открыто. Резольвентой элемента {\displaystyle a\in A} называется функция комплексной переменной {\displaystyle R_{a}\colon \rho (a)\to A}, определяемая формулой {\displaystyle R_{a}(\lambda )=(\lambda \mathbf {1} -a)^{-1}}. Резольвента элемента банаховой алгебры является голоморфной функцией.
Если {\displaystyle f} — голоморфная в окрестности {\displaystyle D\subset \mathbb {C} } спектра {\displaystyle \sigma (a)} функция, можно определить {\displaystyle f(a)\in A} по формуле
{\displaystyle f(a)={\frac {1}{2\pi i}}\int _{\gamma }f(\lambda )R_{a}(\lambda )\,\mathrm {d} \lambda },
где {\displaystyle \gamma } — спрямляемый жорданов контур, лежащий в {\displaystyle D}, содержащий спектр элемента {\displaystyle x} и ориентированный положительно, а {\displaystyle R_{a}} — резольвента элемента {\displaystyle a}. В частности, при помощи этой формулы можно определить экспоненту элемента из банаховой алгебры.

## Идеалы и характеры
Пусть A — унитальная коммутативная банахова алгебра над полем комплексных чисел. Характером χ алгебры A называется ненулевой линейный функционал, обладающий свойством мультипликативности: для любых a, b ∈ A справедливо χ(ab) = χ(a)χ(b) и χ(1) = 1. То есть характер — это ненулевой гомоморфизм алгебр A и {\displaystyle \mathbb {C} }. Можно проверить, что всякий характер в банаховой алгебре непрерывен и его норма равна 1. 
Ядро характера представляет собой максимальный идеал в A. Если {\displaystyle {\mathfrak {m}}} — максимальный идеал, то факторалгебра {\displaystyle A/{\mathfrak {m}}} является полем и банаховой алгеброй, тогда, по теореме Гельфанда-Мазура, она изоморфна {\displaystyle \mathbb {C} }. Поэтому каждому максимальному идеалу {\displaystyle {\mathfrak {m}}} можно поставить в соответствие единственный характер χ такой, что ker χ = {\displaystyle {\mathfrak {m}}}. Этот характер определяется как композиция факторотображения и изоморфизма {\displaystyle A/{\mathfrak {m}}} в {\displaystyle \mathbb {C} }. Таким образом между множеством характеров и множеством максимальных идеалов установлена биекция.
Множество всех характеров называется пространством максимальных идеалов или спектром алгебры A и обозначается Spec A. Это множество можно наделить топологией, унаследованной от слабой* топологии (топологии поточечной сходимости) в сопряженном пространстве A*. Из теоремы Банаха-Алаоглу и замкнутости Spec A следует, что Spec A — компактное хаусдорфово топологическое пространство.
Преобразованием Гельфанда элемента {\displaystyle a} алгебры A называется непрерывная функция {\displaystyle {\hat {a}}\colon \mathrm {Spec} \,A\to \mathbb {C} }, определяемая по формуле {\displaystyle {\hat {a}}(\chi )=\chi (a)} для всех характеров χ. Преобразование Гельфанда осуществляет сжимающий гомоморфизм алгебры A в алгебру C(Spec A) непрерывных функций на компакте.
Радикалом алгебры A называется пересечение всех её максимальных идеалов. Если радикал состоит только из нуля, алгебра A называется полупростой. Ядро преобразования Гельфанда совпадает с радикалом алгебры, поэтому преобразование Гельфанда инъективно тогда и только тогда, когда алгебра A полупроста. Таким образом, всякая полупростая коммутативная банахова алгебра с единицей совпадает с точностью до изоморфизма с некоторой алгеброй функций, непрерывных на компакте — с образом преобразования Гельфанда.